# Далримпл, Джон Гамильтон, 8-й граф Стэр
Генерал-лейтенант Джон Гамильтон Далримпл, 8-й граф Стэр (англ. John Hamilton Dalrymple, 8th Earl of Stair; 14 июня 1771 — 10 января 1853) — британский военный и политик. Он был известен как сэр Джон Далримпл, 5-й баронет с 1810 по 1840 год.

## Предыстория
Родился 14 июня 1771 года. Старший сын сэра Джона Дэлримпла, 4-го баронета (1726—1810), и Элизабет Гамильтон-Макгилл, дочери Томаса Гамильтона-Макгилла и Элизабет Далримпл.
26 февраля 1810 года после смерти своего отца Джон Гамильтон Далримпл унаследовал титул 5-го баронета из Кусленда (Баронетство Новой Шотландии) и унаследовал замок Оксенфорд.
22 марта 1840 года после смерти своего бездетного двоюродного брата, Джона Далримпла, 7-го графа Стэра (1784—1840), Джон Гамильтон Далримпл унаследовал титулы 8-го графа Стэра (Пэрство Шотландии), 8-го виконта Далримпла (Пэрство Шотландии), 9-го лорда Гленлуса и Странраера (Пэрство Шотландии), 8-го лорда Ньюлистона, Гленлуса и Странраера (Пэрство Шотландии) и 9-го баронета Далримпла из Стэра, но эти пэрства не давали ему места в Палате лордов Великобритании.

## Военная и политическая карьера
Поступил на службу в британскую армию, полковник 92-го пехотного полка (1831—1842) и полковник 46-го пехотного полка (12843-1853), дослужился до чина генерала.
С 1832 по 1835 год он заседал в Палате общин Великобритании от Мидлотиана. 16 августа 1841 года для него был создан титул барона Оксенфорда из Кусленда в графстве Эдинбург (Пэрство Соединённого королевства), что дало и его потомкам автоматическое место в Палате лордов Великобритании. Этот титул был создан с правом наследования для его младшего брата. Выбор титула был сделан в честь титула, который носила семья его матери, виконта Оксфурда из Оксенфорда. В 1847 году он был удостоен еще большей чести, когда был назначен кавалером Ордена Чертополоха.

## Семья
Лорд Стэр был дважды женат. 23 июня 1795 года он женился первым браком на Гарриет Джонсон (? — 16 октября 1823), дочери преподобного Роберта Огастеса Джонсона. 8 июня 1825 года он женился вторым браком на достопочтенной Адамине Дункан (? — 1 августа 1857), дочери адмирала Адама Дункана, 1-го виконта Дункана, и Генриетты Дандас. Оба брака были бездетными.
Лорд Стэр скончался в январе 1853 года в возрасте 81 года, и его титулы (и баронство Оксенфорд согласно особому остатку) унаследовал его младший брат, Норт Гамильтон-Далримпл (1776—1864).